# Функція маси імовірності

Графік функції маси ймовірності. Усі значення цієї функції повинні бути невід'ємними, й давати в сумі 1.

У теорії ймовірностей та статистиці фу́нкція ма́си імові́рності (англ. probability mass function, яку іноді називають функцією імовірності або функцією частоти, англ. probability function, frequency function) — це функція, яка дає ймовірність того, що дискретна випадкова величина дорівнює певному значенню. Іноді її також називають фу́нкцією густини́ дискре́тної імові́рності (англ. discrete probability density function). Функція маси ймовірності часто є основним засобом визначення дискретного розподілу ймовірності, й такі функції існують для скалярних та багатовимірних випадкових величин із дискретною областю визначення.
Функція маси ймовірності відрізняється від функції густини імовірності (ФГІ) тим, що остання пов'язана з неперервними випадковими величинами, а не з дискретними. Щоби вона давала ймовірність, ФГІ потрібно інтегрувати на проміжку.
Значення випадкової величини, яке має найбільшу масу ймовірності, називають модою.

## Формальне визначення
Функція маси ймовірності — це розподіл імовірності дискретної випадкової величини, вона подає можливі значення та їхні відповідні ймовірності. Це функція {\displaystyle p:\mathbb {R} \to [0,1]}, визначена як
{\displaystyle p_{X}(x)=P(X=x)}
для {\displaystyle -\infty <x<\infty }, де {\displaystyle P} — це міра ймовірності. {\displaystyle p_{X}(x)} також може бути спрощено записано як {\displaystyle p(x)}.
Імовірності, пов'язані з усіма (гіпотетичними) значеннями, повинні бути невід'ємними, та давати в сумі 1:
{\displaystyle \sum _{x}p_{X}(x)=1} і {\displaystyle p_{X}(x)\geq 0.}
Міркування про ймовірність як про масу допомагає уникати помилок, оскільки фізична маса зберігається, як і повна ймовірність для всіх гіпотетичних результатів {\displaystyle x}.

## Формулювання в термінах теорії міри
Функцію маси ймовірності дискретної випадкової величини {\displaystyle X} можливо розглядати як окремий випадок двох загальніших конструкцій теорії міри: розподілу {\displaystyle X} та функції густини ймовірності {\displaystyle X} щодо лічильної міри. Нижче наведено докладніше пояснення.
Припустімо, що {\displaystyle (A,{\mathcal {A}},P)} — імовірнісний простір, а {\displaystyle (B,{\mathcal {B}})} — вимірний простір, σ-алгебра в основі якого дискретна, зокрема містить одноелементні множини з {\displaystyle B}. У цьому випадку випадкова величина {\displaystyle X\colon A\to B} дискретна, за умови що її образ зліченний.
Образ міри {\displaystyle X_{*}(P)}, в цьому контексті званий розподілом {\displaystyle X}, є ймовірнісною мірою на {\displaystyle B}, обмеження якої на одноелементні множини породжує функцію маси ймовірності (як зазначено в попередньому розділі) {\displaystyle f_{X}\colon B\to \mathbb {R} }, оскільки {\displaystyle f_{X}(b)=P(X^{-1}(b))=P(X=b)} для кожного {\displaystyle b\in B}.
Тепер припустімо, що {\displaystyle (B,{\mathcal {B}},\mu )} — простір з мірою з лічильною мірою {\displaystyle \mu }. Функція густини ймовірності {\displaystyle f} для {\displaystyle X} щодо лічильної міри, якщо вона існує, є похідною Радона — Нікодима образу міри {\displaystyle X} (щодо лічильної міри), тож {\displaystyle f=dX_{*}P/d\mu }, а {\displaystyle f} є функцією з {\displaystyle B} до невід'ємних дійсних чисел. Як наслідок, для будь-якого {\displaystyle b\in B} маємо
{\displaystyle P(X=b)=P(X^{-1}(b))=X_{*}(P)(b)=\int _{b}fd\mu =f(b),}
що показує, що {\displaystyle f} є фактично функцією маси ймовірності.
Якщо існує природний порядок серед можливих значень {\displaystyle x}, то може бути зручно призначити їм числові значення (або n-вимірні кортежі у випадку дискретної багатовимірної випадкової величини), і розглянути також значення, що не належать образові {\displaystyle X}. Тобто, {\displaystyle f_{X}} може бути визначено для всіх дійсних чисел, і {\displaystyle f_{X}(x)=0} для всіх {\displaystyle x\notin X(S)}, як показано на графіку.
Образ {\displaystyle X} має зліченну підмножину, на якій функція маси ймовірності {\displaystyle f_{X}(x)} є одиницею. Як наслідок, функція маси ймовірності дорівнює нулеві для всіх, крім зліченної кількості значень {\displaystyle x}.
Розривність функцій маси ймовірності пов'язана з тим, що інтегральна функція розподілу дискретної випадкової величини також розривна. Якщо {\displaystyle X} — дискретна випадкова величина, то {\displaystyle P(X=x)=1} означає, що випадкова подія {\displaystyle (X=x)} достовірна (відбувається у 100 % випадків); навпаки, {\displaystyle P(X=x)=0} означає, що випадкова подія {\displaystyle (X=x)} неможлива. Це твердження не істинне для неперервної випадкової величини {\displaystyle X}, для якої {\displaystyle P(X=x)=0} для будь-якого можливого {\displaystyle x}. Процес перетворення неперервної випадкової величини на дискретну — це дискретування.

## Приклади

### Скінченні
Є три основні пов'язані розподіли: розподіл Бернуллі, біноміальний розподіл та геометричний розподіл.
- Розподіл Бернуллі, ber(p), використовують для моделювання експерименту, що має лише два можливі результати. Ці два результати часто кодують як 1 та 0. {\displaystyle p_{X}(x)={\begin{cases}p,&{\text{якщо }}x=1\\1-p,&{\text{якщо }}x=0\end{cases}}} Приклад розподілу Бернуллі — підкидання монети. Нехай {\displaystyle S} — це вибірко́вий простір всіх результатів одиничного підкидання симетричної монети(інші мови), а {\displaystyle X} — випадкова величина, визначена на {\displaystyle S}, яка призначує 0 категорії «реверс» і 1 категорії «аверс». Оскільки монета симетрична, функція маси ймовірності така: {\displaystyle p_{X}(x)={\begin{cases}{\frac {1}{2}},&x=0,\\{\frac {1}{2}},&x=1,\\0,&x\notin \{0,1\}.\end{cases}}}
- Біноміальний розподіл моделює кількість успіхів у разі {\displaystyle n} спроб із вертанням. Кожна спроба або експеримент незалежна й має два можливі результати. Пов'язана з ним функція маси ймовірності виглядає як {\textstyle {\binom {n}{k}}p^{k}(1-p)^{n-k}}. Функція маси ймовірності для симетричної гральної кісточки. Усі числа на гральній кісточці мають рівну ймовірність випадання на верхній грані, коли кісточка припиняє котитися.Приклад біноміального розподілу — ймовірність отримати рівно одну 6 при підкиданні симетричної гральної кісточки тричі.

Функція маси ймовірності для симетричної гральної кісточки. Усі числа на гральній кісточці мають рівну ймовірність випадання на верхній грані, коли кісточка припиняє котитися.

- Геометричний розподіл описує кількість спроб, необхідних для досягнення одного успіху. Його функція маси ймовірності виглядає як {\textstyle p_{X}(k)=(1-p)^{k-1}p}.Приклад — підкидання монети, поки не випаде перший аверс. {\displaystyle p} позначує ймовірність результату «аверс», а {\displaystyle k} — кількість необхідних підкидань монети. Інші розподіли, які можливо моделювати за допомогою функції маси ймовірності,  — категорійний розподіл (відомий також як узагальнений розподіл Бернуллі) та поліноміальний розподіл.
- Якщо дискретний розподіл має дві або більше категорій, з яких може відбутися одна, незалежно від того, чи мають ці категорії природний порядок, і коли є лише одна спроба (витягування), то це категоріальний розподіл.
- Приклад багатовимірного дискретного розподілу та його функції маси ймовірності — поліноміальний розподіл. У ньому декілька випадкових величин відповідають кількостям успіхів у кожній з категорій після заданої кількості спроб, і кожна ненульова функція маси ймовірності дає ймовірність певної комбінації кількостей успіхів у різних категоріях.

### Нескінченні
Наведений нижче експоненційно спадний розподіл — приклад розподілу з нескінченним числом можливих результатів, усіма додатними цілими числами: {\displaystyle {\text{Pr}}(X=i)={\frac {1}{2^{i}}}\qquad {\text{для }}i=1,2,3,\dots } Незважаючи на нескінченну кількість можливих результатів, сумарна маса ймовірності становить 1/2 + 1/4 + 1/8 + ⋯ = 1, що відповідає вимозі одиничної повної ймовірності для її розподілу.

## Багатовимірний випадок
Дві або більше дискретні випадкові величини мають спільну функцію маси ймовірності, яка задає ймовірність кожної можливої комбінації результатів для цих випадкових величин.